# Michele Armentani
Michele Armentani (Massafra, 19 marzo 1938 – Taranto, 1º ottobre 2021) è stato un politico italiano.

## Biografia

### Attività politica
Funzionario delle Poste Italiane e cresciuto nella corrente craxiana del Partito Socialista Italiano, Armentani diventa segretario provinciale del partito e membro del comitato centrale ai tempi della segreteria Craxi. Ha ricoperto la carica di consigliere comunale a Taranto dal 1975 al 1993, vicesindaco nella giunta di Giuseppe Cannata, assessore alle finanze nella giunta di Mario Guadagnolo, al quale poi succedette nelle vesti di primo cittadino.

### Vita privata e morte
Era genero del senatore Giuseppe Antonio Giancane.
Armentani è morto la mattina del 1º ottobre 2021, all'età di 83 anni, dopo una lunga malattia.